# Waldbad Enz

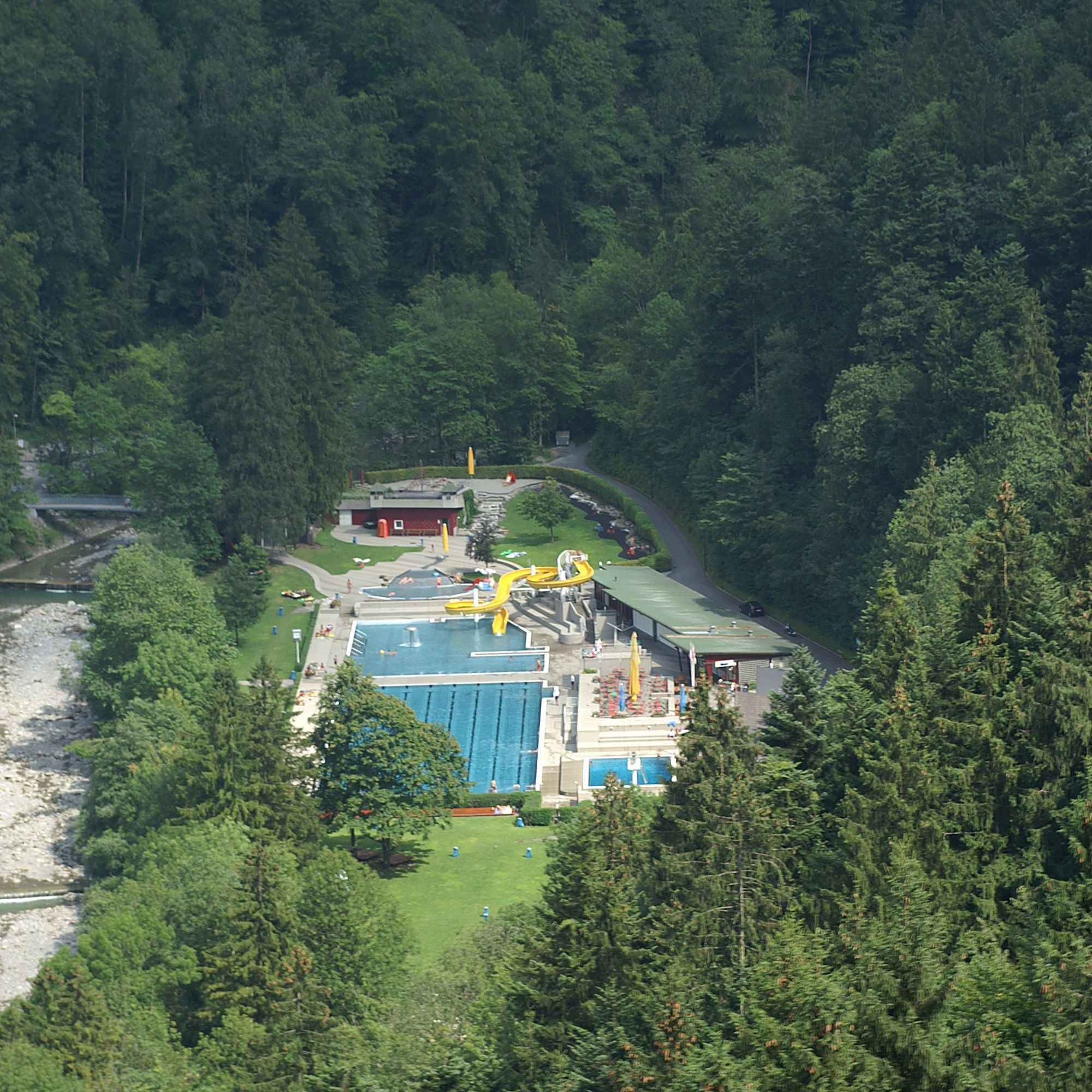
Das Waldbad Enz von Westen gesehen

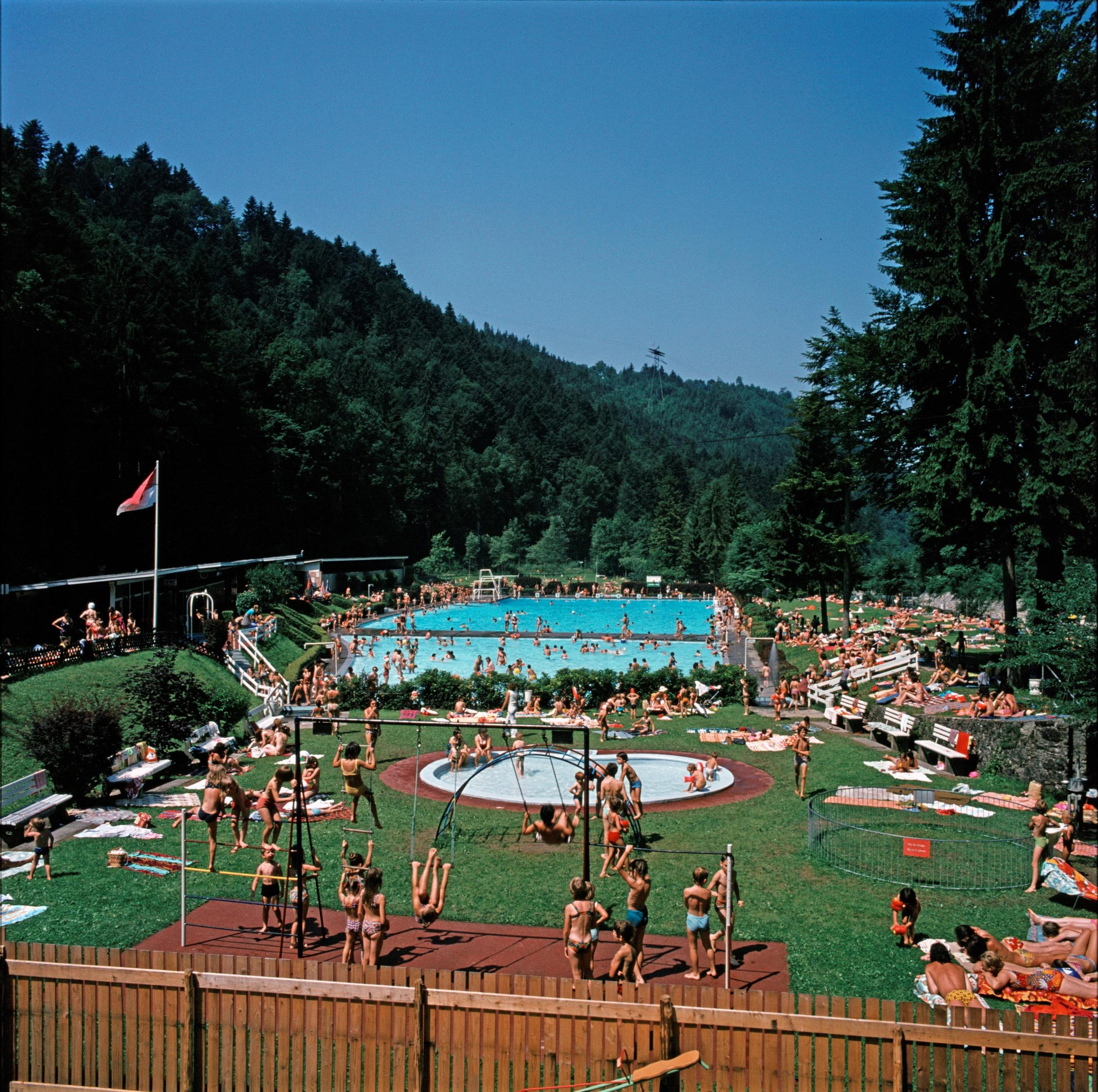
Waldbad Enz im Jahr 1975

Das Waldbad Enz ist ein öffentliches Freibad in der österreichischen Stadt Dornbirn im Bundesland Vorarlberg. Es ist nach dem Ortsteil Enz benannt, welcher einen Teil des Tals der Dornbirner Ach bezeichnet.

## Geschichte
Erste Pläne zur Errichtung eines öffentlich zugänglichen Volksbades für die Stadt Dornbirn brachte die sozialistische Fraktion bereits im Jahr 1924 im Stadtrat ein. Damals scheiterten die Sozialisten allerdings noch mit ihrem Begehren, die einzige Badeanstalt in der Gemeinde blieb weiterhin eine Privatbad im Besitz eines Textilunternehmens. Das ursprüngliche Waldbad Enz entstand erst in den Jahren 1937/38 und war als Badeanlage für alle Teile der Dornbirner Bevölkerung konzipiert. Anfangs wurden die betonierten Badebecken noch vom Wasser der Dornbirner Ach durchflossen. Im Jahr 1964 wurde erstmals eine Quarzfilteranlage und eine Wasserumwälzanlage installiert. Damit wurde die Qualität des Badewassers erheblich verbessert, was auch eine permanente Zuführung von Frischwasser in die Becken ermöglichte. Erst im Jahr 1975 wurde eine Wärmepumpenanlage zur Aufheizung des Wassers eingebaut. Die Wassertemperatur wurde damit auf konstanten 24 Grad Celsius gehalten. Dennoch wurden immer wieder die Wasserqualität und der allgemein baufällige Zustand der Anlage bemängelt, vor allem die Qualität der damals überalterten Betonbecken, die einen sehr hohen Wasserverlust aufwiesen, wodurch die Betriebskosten immer weiter anstiegen.
So wurde von der Stadt Dornbirn am 7. März 1986 ein Planungswettbewerb für die Generalsanierung des Waldbads ausgeschrieben. An diesem Wettbewerb beteiligten sich sechs Architekturbüros. Am 6. Mai 1986 wurde schließlich der Bregenzer Architekt Guntram Mätzler mit der Ausarbeitung einer Detailplanung beauftragt. Am 31. März 1987 fasste die Stadtvertretung auf Grundlage der vorliegenden Eingabepläne den Beschluss, das Waldbad Enz für 54 Millionen Schilling (etwa 3,9 Millionen Euro) zu sanieren. Am 20. Mai 1987 begann der Neubau der Badeanlage und am 24. Juni 1988 feierte das Waldbad Enz seine Neueröffnung. Gemeinsam mit dem Stadtbad Dornbirn und der Karrenseilbahn befindet sich das Waldbad Enz nunmehr im Besitz der Dornbirner Sport- und Freizeitbetriebe GmbH, einem Unternehmen der Stadt Dornbirn.
Zwischen Mitte Mai und Mitte Juli 2007 besuchten etwa 21.300 Badegäste das Waldbad. Aufgrund des schlechten Wetters in diesem Jahr stellte dies allerdings einen Rückgang von etwa 10.000 Besuchern im Vergleich zum Vorjahreszeitraum dar.

## Ausstattung

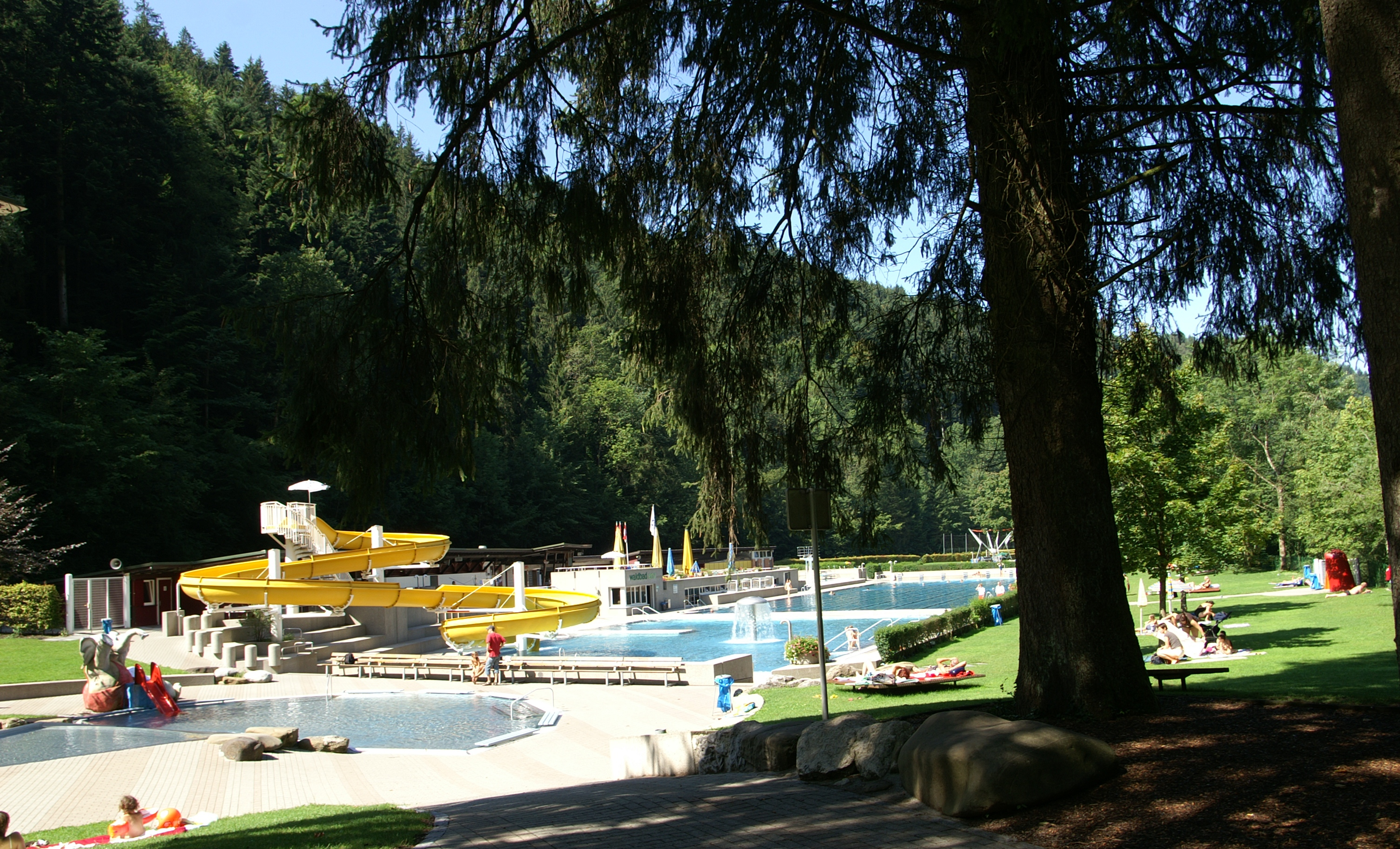
Die Badeanlagen im Waldbad Enz

Das neue Waldbad Enz verfügt über vier voneinander getrennte Edelstahlbecken. Ein 14 × 12 m großes Mutter-Kind-Becken mit einer Fläche von 100 m², ein Sprungbecken mit einer Größe von 11,8 × 8 m und einer Fläche von 94 m², ein Erlebnisbecken mit den Maßen 29 × 21 m und ein Sportbecken von 50 × 21 m Größe. Des Weiteren gibt es einen Wasserpilz im Erlebnisbecken, einen Kinder-Brunnen im Mutter-Kind-Bereich und eine Gegenstromanlage im Erlebnisbecken. Zur Entspannung dienen Liegemulden und Massagedüsen im Erlebnisbecken. Die Sprunganlage besteht aus einem 4 m tiefen Sprungbecken sowie einem 1-Meter- und einem 3-Meter-Sprungbrett. Des Weiteren gibt es eine 63 m lange kurvenreiche Wasserrutsche sowie mehrere Beachvolleyballfelder und ausgedehnte Liegewiesen.